# Benedikt Livchits
Benedikt Konstantinovitch Livchits (en russe : Бенедикт Константинович Лившиц), né le 25 décembre 1886 (6 janvier 1887 dans le calendrier grégorien) à Odessa en Ukraine et mort le 21 septembre 1938 à Léningrad, est un poète, traducteur, théoricien et essayiste, exécuté pendant les purges staliniennes.

## Biographie
Issue d'une famille juive de Kiev, il fait ses études de droit à l'université d'Odessa, alors appelée université de Nouvelle-Russie et les poursuit à l'université de Kiev. il rejoint ensuite le 88ème régiment d'infanterie de l'armée russe. En 1914 il participe à la Première Guerre mondiale. Ses premiers poèmes seront publiés dans l'Anthologie de la poésie moderne à Kiev. En 1930, il contribue au magazine artistique symboliste "Apollon" et fait partie d'un groupe d'artistes futuristes dit "Hylaea". 
Il publie ses mémoires L'archer à un œil et demi en 1933 et y retrace le parcours de l'avant-garde russe. Le titre fait référence à l'archer scythe, se retournant sur son destin slave, le coin de l'oeil en direction de l'Occident :
« À la rencontre de l'Occident, étayées par l'Orient, dans un cataclysme que rien ne pouvait retenir, s'avancent, inondées de la lumière aveuglante de la préhistoire, les strates ataviques, rythmes diluviens, et, en avant, brandissant une lance, un cavalier sauvage, un guerrier scythe se précipite dans un nuage de poussière irisée, le visage tourné en arrière et ,de la moitié de son œil, un regard dirigé vers l'Occident - l'archer à un œil et demi. »
L’attrait des artistes de l’avant-garde russe pour le passé scythe est dû en partie à leur passion pour l’archéologie. Livchits, parle dans ses mémoires d'une fouille de kourganes par un des frères Bourliouk :
« Dans d'autres kourganes moins anciens, Vladimir qui s'adonnait avec enthousiasme à des fouilles pendant les mois d'été trouvait des arcs scythes, des carquois, et il en équipait ses tireurs à un œil dans le combat mortel avec les Parisiennes (allusion aux tableau de Pablo Picasso, Les Demoiselles d'Avignon) décomposées sur les surfaces de base. »
En 1934, il publie des poèmes traduits du français, notamment ceux de Jules Laforgue, Tristan Corbière, Maurice Rollinat et Arthur Rimbaud.
Le poète est arrêté en 1937 lors des grandes purges stalinienne, accusé d'être un ennemi du peuple. Il est exécuté l'année suivante sur le site de l'actuel cimetière mémorial de Levachovo. Sa famille n'est informée que d'une condamnation à dix ans de camp de travail (Goulag), sans droit au courrier. Sa mort est imputée officiellement à une défaillance cardiaque. Il sera réhabilité le 24 octobre 1957.

## Adresses à Léningrad
- 20 rue Tchernychev

## Publications
- L'archer à un oeil et demi (traduction en français, annotations et préface, par Emma Sélab, Jean-Claude Marcadé et Valentine Marcadé), L'Âge d'Homme, coll. « Slavica », 1971, 280 p. (BNF 34651776).